# Prokop Oberthor
Prokop Oberthor (1. července 1872 Praha – 8. června 1958 Praha) byl český hudební skladatel a kapelník. Patří k relativně zapomenutým českým skladatelům. Celý život měl blízko k armádě, je autorem většiny dodnes užívaných armádních služebních signálů (např. večerka).

## Život
Vystudoval hru na lesní roh na pražské konzervatoři mezi lety 1885–1891. Byl také žákem známého skladatele Josefa Bohuslava Foerstera, u kterého studoval zpěv a harmonii. Po dokončení studií dobrovolně nastoupil k 35. pěšímu pluku v Plzni (tzv. pětatřicátníci), nicméně již po roce armádu opustil a přesunul se do Rakouska, kde nejprve hrál v orchestru městské hudby ve Štýrském Hradci a poté roku 1893 vedl místní městský a divadelní orchestr jako kapelník. Mezi lety 1894 a 1910 působil jako vojenský kapelník u 101. pěšího pluku v Záhřebu, kde zároveň vyučoval na místní konzervatoři hru na dechové nástroje a harmonii. Roku 1910 se pak přesunul do Vídně, kde až do roku 1914 vedl hudbu 37. pěšího pluku. Po vypuknutí první světové války byl spolu s 29. pěším plukem vyslán na východní frontu, spolu s jeho plukovní hudbou, která byla na konci války v roce 1918 dislokována v Komárně.
Válku přežil a v armádě zůstal, přesunul se do nově vzniklého Československa, kde působil v posádkové hubdě v Čáslavi, nicméně již v lednu 1919 byl tento útvar přeložen do Prahy jako IV. posádková hudba. V roce 1922 se stal prvním velitelem nově vzniklé Vojenské hudební školy a v roce 1926 byl jmenován referentem vojenských hudeb při Ministerstvu národní obrany.
Vystupoval dirigentsky při reprezentativních příležitostech. Výjimečného úspěchu dosáhl s šedesátičlenným vojenským orchestrem na Mezinárodním festivalu vojenských hudeb v Paříži (1933), kterého se účastnila nejlepší tělesa toho druhu. V roce 1936 odešel do výslužby a angažoval se ve Svazu československých skladatelů a jiných odborných grémiích.